# Alfred Götz
Alfred Götz, född 24 juli 1928 i Sperenberg, död 22 juni 2016, var en tysk-svensk trädgårdsarkitekt. 
Götz, som var son till brandkapten Arthur Götz och Emma Hanack, studerade vid högre trädgårdsskola i Berlin-Dahlem 1945–1948, bedrev specialstudier i Berlin 1948, studerade stadsplanering i Belgien, Frankrike och Nederländerna 1958, studerade trädgårdar (renässansanläggningar) och arkitektur i Italien 1959, vid tekniska högskolan i Västberlin 1959 och antik arkitektur i Grekland och på Kreta 1960. Han blev verkmästare och driftledare vid Anläggnings AB Helge Israelsson i Viggbyholm 1953 och var tekniker på byrån för landskapsvård hos Samfundet för hembygdsvård 1955–1956. Han bedrev därefter egen konsulterande verksamhet och var planarkitekt hos Folkparkernas centralstyrelse. Han skrev artiklar i facktidskrifter.